# Zolfaghar
Il missile balistico Zolfaghar, è un missile SRBM (terra-terra) a singolo stadio a propellente solido, con una gittata di almeno 700 km, che viene prodotto autonomamente dall'industria bellica dell'Iran, includendo anche il propellente.

## Sviluppo
Il 25 settembre 2016, il ministro della Difesa iraniano Hossein Dehghan dichiara che il nuovo missile balistico iraniano Zolfaghar ha una gittata dichiarata di 700 km equipaggiato con una testata submunizioni. Lo Zolfaghar potrebbe essere un derivato del Fateh-313.
Nel febbraio 2019, il Corpo delle Guardie Rivoluzionarie iraniane mostra, durante le celebrazioni del 40º anniversario della Repubblica islamica, una nuova versione più grande dello Zolfaghar soprannominata Dezful con gittata fino a 1.000 km. Nel gennaio 2021, l'Iran ha testato i missili Zolfaghar e Dezful nell'ambito delle esercitazioni dell'IRGC.
Nel settembre 2020, l'Iran ha presentato una nuova versione antinave dello Zolfaghar, denominata Zolfaghar-e Basir dotato di un cercatore ottico a una cellula simile all'originale e ha una portata simile di 700 km.
L’Iran ha anche mostrato un terzo missile basato sullo Zolfaghar, il Qasem, che prende il nome dall’ex comandante della forza Quds dell’IRGC Qasem Soleimani. Il missile Qasem è un progetto a due stadi con una portata dichiarata fino a 1.400 km. Il secondo stadio include alette di guida che assomigliano a quelle dello Zolfaghar, ma il primo stadio è leggermente più ampio. L'evoluzione del missile Zolfaghar verso un aumento di gittata sembrano dimostrare la continua ricerca dell’Iran di nuovi missili che sostituiscano l'uso di combustibile solido con quello a propellente liquido.

## Impiego operativo
Il 18 giugno 2017, l’Iran ha lanciato sei missili Zolfaghar in Siria verso la regione di Deir ez-Zor.
Rapporti che citano l'IRGC suggeriscono che i missili sono stati lanciati da basi nelle province occidentali di Kermanshah e Kurdistan e hanno volato per oltre 600 km prima di colpire i loro obiettivi. I missili hanno preso di mira i militanti dello Stato Islamico in risposta all'attacco a Teheran il 7 giugno. L'attacco risulta essere quello a più lungo raggio mai lanciato dall'Iran dalla guerra con l'Iraq negli anni '80. Funzionari dell'IRGC hanno dichiarato che l'attacco ha inviato un messaggio chiaro allo Stato islamico. Inoltre hanno affermato: "i sauditi e gli americani sono soprattutto i destinatari di questo messaggio"
Nell’ottobre 2018, l’Iran ha lanciato missili Zolfaghar in Siria prendendo di mira le posizioni dell’Isis vicino a Deir al-Zour. I missili hanno percorso 570 km per raggiungere l'obbiettivo. Gli attacchi hanno preso di mira i militanti dell’Isis come rappresaglia per un attacco a una parata militare nel settembre 2018.
Un rapporto dell’agosto 2018 rivela che l’Iran ha trasferito il missile Zolfaghar alle Forze di mobilitazione popolari irachene da esso sostenute. Questi trasferimenti offrono all’Iran un mezzo per stabilire una presenza militare avanzata nella regione dopo aver fallito nel farlo in Siria. Nel 2019, Israele ha compiuto almeno sette attacchi aerei contro depositi missilistici iraniani in Iraq.
I rapporti suggeriscono anche che l’Iran potrebbe aver lanciato missili Zolfaghar durante il suo attacco del gennaio 2020 alla base aerea di Ain Al Asad in Iraq come risposta all'omicidio del generale iraniano Qasem Soleimani.
Si ritiene che a fine 2023, durante una visita del ministro della difesa russo Sergej Šojgu, la Russia e l'Iran abbiano firmato un accordo per la fornitura di 400 missili tra cui i Fateh-110 e i Zolfaghar.

## Utilizzatori
- Iran
- Russia